# Jason Goddard
Jason Goddard (ur. 18 marca 1970) – australijski judoka.
Uczestnik mistrzostw świata w 1995. Startował w Pucharze Świata w 1995 i 1997. Srebrny medalista mistrzostw Oceanii w 1994 i 1998. Wicemistrz Australii w 1992, 1993 i 1994 roku.